# Курепто
Курепто (ісп. Curepto) — селище в Чилі. Адміністративний центр однойменної комуни. Населення — 3157 осіб (2002). Селище і комуна входить до складу провінції Талька і регіону Мауле.
Територія — 1073,8 км². Чисельність населення — 9448 мешканців (2017). Щільність населення — 8,8 чол./км².

## Розташування
Селище розташоване за 50 км на північний захід від адміністративного центру області міста Талька.
Комуна межує:
- на півночі — з комуною Лікантен
- на північному сході — з комуною Уаланьє
- на сході — з комуною Саграда-Фамілія
- на південному сході — з комуною Пенкауе
- на південному заході — з комуною Конститусьйон

На заході комуни розташований Тихий океан.